# Русский бизнес
«Русский бизнес» — российский кинофильм 1993 года. Первая часть трилогии Михаила Кокшенова «Русский бизнес» — «Русское чудо» — «Русский счёт».
Последняя роль Савелия Крамарова в российском кино. Режиссёрский дебют Михаила Кокшенова.

## Сюжет
Начало 90-х, время становления рыночных отношений в новой России. Два горе-бизнесмена (Михаил Кокшенов и Семён Фарада) вовсю ищут идеи, как быстро заработать (лучше всего — валюту), и им приходит «гениальная» идея — они решают устроить настоящее «Русское сафари» — охоту на медведей для иностранцев. Для этого они раскидывают листовки с рекламой охоты, находят клиентов охотников-иностранцев, снимают офис, берут в аренду импортный автомобиль. А помочь им в этом прибыльном деле должны «егерь» — завхоз санатория для престарелых тётя Катя (Наталья Крачковская) и дрессировщик дядя Вася (Савелий Крамаров) с цирковым медведем по кличке Гоша.
«Охота» происходит на территории окрестностей санатория, с бурными отмечаниями предстоящей охоты и стрельбой холостыми патронами. После череды приключений все кончается хорошо: и «волки» (охотники) сыты (довольны), и медведь жив.
Съёмки фильма проходили на территории московского парка Сокольники. Премьера: декабрь 1993 года.

## В ролях
| Актёр               | Роль                           |
| ------------------- | ------------------------------ |
| Савелий Крамаров    | дядя Вася                      |
| Михаил Кокшенов     | Иван                           |
| Семён Фарада        | Пётр, он же Эй                 |
| Ирина Феофанова     | Маша                           |
| Наталья Крачковская | тётя Катя                      |
| Михаил Лебедев      | переводчик                     |
| Вадим Захарченко    | босс                           |
| Раиса Рязанова      | работница ЗАГСа                |
| Сергей Николаев     | жулик                          |
| Анатолий Обухов     | продавец средства от облысения |
| Герман Качин        | водитель УАЗика                |
| Светлана Аманова    | иностранка (эпизод)            |

В фильме участвовали группа каскадёров, под руководством Александра Малышева, а также дрессированный медведь Майкл.

## Критика
В 1996 году критик Валерий Туровский в своей рецензии на страницах газеты «Известия» назвал молниеносно снятую талантливым, по мнению Туровского, комедийным актёром Михаилом Кокшеновым комедийную кинотрилогию («Русский бизнес», «Русский счёт» и «Русское чудо») целой русской фантазией, обрушенной на зрителей. Туровский предположил, что Кокшенов, вероятно, посчитал, что и сам сумеет снять фильмы так, как его самого снимают другие режиссёры. По утверждению Туровского, абсолютно узнаваемы все шутки, репризы и реалии картин, как будто списанные с российской натуры. Туровского удивило, что в создании этой вымученной трилогии принимал участие один из лучших, по мнению Туровского, российских кинодраматургов Аркадий Инин. Туровский счёл «русскость» трилогии обманчивой, связав эту обманчивость с неверностью представлений Кокшенова о смешном и несмешном. Туровский утверждал, что щедро рассыпанные в фильмах трилогии сюжетные несуразности, коллизии и шутки, являются глупыми и могут вызывать только глупый смех, а заключённая в сюжетных конструкциях ложная комичность повлекла за собой и ложность актёрской игры. Комикование, поставленное самоцелью фильмов, стремление, во что бы то ни стало, рассмешить вызывают, по мнению Туровского, лишь скуку и чувство неловкости за замечательных талантливых актёров. Туровский решил, что невозможно требовать качественной актёрской игры от Савелия Крамарова, Натальи Крачковской и Семёна Фарады в обстоятельствах, когда им нужно в фильме «Русский бизнес» отыграть сюжет, по которому двое дико озверевших от безденежья и безработицы русских мужиков задумывают устроить для иностранных богачей «рашн сафари» — охоту на диких зверей. Туровский отметил, что всё происходящее в «Русском бизнесе» разыграно с такими ужимками и прыжками, а также такими репризами уровня тазобедренного сустава, что зрительские глаз и ухо могут только раздражиться и оскорбиться.
В 2001 году Дмитрий Савельев в биографической статье о Михаиле Кокшенове в семитомном издании «Новейшая история отечественного кино» отзывался о режиссёрском опыте актёра (авантюрной кинотрилогии «Русский бизнес», «Русский счёт» и «Русское чудо»), как о неудачном предприятии-вылазке. По мнению Савельева, Кокшенов изготовил трилогию в посткооперативные времена, основываясь на кооперативных рецептах, и получил на выходе типичный для ранних 1990-х годов целлулоидный образец эстетических и жанровых пристрастий распоясавшегося тогда кинематографа. Савельев допустил, что указанная трилогия могла быть попыткой Кокшенова, продлив своему герою жизнь за кадром, позволить тому снять, по собственному разумению, авторское кино.